# Музей історії Національної академії сухопутних військ імені гетьмана Петра Сагайдачного
Музей історії Національної академії сухопутних військ імені гетьмана Петра Сагайдачного — військово-історичний музей, розташований у місті Львові, по вулиці Героїв Майдану, 32.
Музей представляє історію навчального закладу, а також історію навчальних закладів, які існували раніше на території військового містечка. Оновлений музей відкрився 28 жовтня 2010.

## Експозиція
Музей складається з 9 залів:
- Зал № 1. Австрійсько-польський період 1899–1939
- Зал № 2. Радянський період 1939–1947
- Зал № 3. Радянський період 1947–1991
- Зал № 4. Історія українського війська (VIII ст. — 1945)
- Зали №№ 5,6. Військово-навчальний заклад Збройних Сил України (1992–2011).
- Зал № 7. Зал випускників Академії
- Зал № 8. Зал міжнародного співробітництва Академії
- Зал № 9. Зал озброєння та військової уніформи

## Завідувач
Завідувачем музею до травня 2023 р. був Слободянюк Михайло Васильович — полковник у відставці, куратор секції військової емблематики та уніформології Українського геральдичного товариства, заступник головного редактора альманаху Цитаделя. З травня 2023 р. новим завідувачем музею є львівський історик, член Українського товариства з дослідження XVIII століття Олег Друздєв.